# Foy D. Kohler
Foy David Kohler (* 15. Februar 1908 in Oakwood (Ohio); † 23. Dezember 1990) war ein amerikanischer Diplomat.
Er war zur Zeit der Kubakrise US-Botschafter in der Sowjetunion.

## Leben
Kohler wuchs auf in Toledo (Ohio) und besuchte die dortige Universität. Seinen Bachelor-Abschluss machte er 1931 an der Ohio State University.
Er trat in den Auswärtigen Dienst ein; seine ersten Auslandsstationen waren Windsor (Ontario), Belgrad und Bukarest; dort heiratete er 1935 Phyllis Penn. Die Ehe blieb kinderlos. Später diente er in Athen, Kairo, Vietnam und Bolivien.
1946 studierte Kohler Russisch an der Cornell University und arbeitete von 1947 bis 1949 in Moskau unter Botschafter Walter Bedell Smith.
1967 trat er in den Ruhestand und zog nach Florida, wo er an der University of Miami lehrte.